# Ethéry Pagava
Scènes principales
Théâtre des Champs-Élysées
Covent Garden
Opéra de Monte-Carlo
Le Théâtre musical d'Amsterdam
Théâtre du Jardin
Ethéry Pagava, née  à Paris le 13 mars 1932 et devenue en 1981 Ethéry Douai par son mariage avec Jacques Douai, est une danseuse étoile française, la plus jeune de l'histoire de la danse, avec Ludmila Tcherina, à avoir reçu ce titre.
Géorgienne d'origine formée par Lioubov Iegorova à l'école issue de Marius Petipa, elle commence à douze ans dans les Ballets des Champs-Élysées une carrière internationale de soliste sous le parrainage de Janine Charrat et Roland Petit. Entrée en 1947 dans les Ballets de Monte-Carlo du marquis de Cuevas, elle triomphe en Juliette et restera une Somnambule inégalée. Elle se produit à partir de 1952 en vedette indépendante et aura dansé entre autres avec George Skibine, Milorad Miskovitch, Youly Algaroff, André Eglevsky, à l'occasion avec Bronislava Nijinska, Maurice Béjart ou Vakhtang Tchaboukiani. Première ballerine de 1961 à 1964 du nouveau Ballet national d'Amsterdam, elle se fait en 1973 chorégraphe de sa propre compagnie, les Ballets Ethery Pagava. Au sein de ceux ci, domiciliés pendant vingt ans au Jardin d'acclimatation, elle développe avec son futur mari une pédagogie adaptée aux très jeunes enfants tout en œuvrant en direction des interprètes comme du public, y compris dans un cadre d'éducation populaire, à la transmission de la tradition du ballet néo-classique héritée des Ballets russes et de Serge Lifar, qui la présentait comme le modèle de l'expressivité nécessaire au technicien de la danse pour devenir un artiste.

## Biographie

### Seconde génération (1932-1943)
Russe pour un quart, Ethery Pagava est élevée avec sa sœur Christine à Leuville-sur-Orge dans la double culture géorgienne et française, celle-ci étant déjà intimement inscrite dans le milieu dont est issue sa famille. Son jeune oncle maternel, Redjeb Jordania, né en 1921, deviendra lecteur de civilisation française à New York. Sa mère Asmath (1905-1984), poétesse surnommée Atia, est la fille aînée d'une moscovite qui fut étudiante à la Sorbonne, Inna Koroliova (1875-1967), et de Noé Nikolozi Jordania, principal artisan de l'indépendance de la Géorgie en 1918 puis président socialiste de la Première République géorgienne, qui à partir de 1920 dirige le gouvernement en exil depuis « le château des Géorgiens ». Son père, Lévan Pagava (1907-1998), a émigré vers la France en 1924, dans les mêmes circonstances que sa future femme un temps emprisonnée, après avoir, adolescent, participé à l'insurrection nationale écrasée par le NKVD. Réfugié auprès de la famille Jordania alors installée rue Soufflot, il continuera son activité militante par la voie du journalisme.

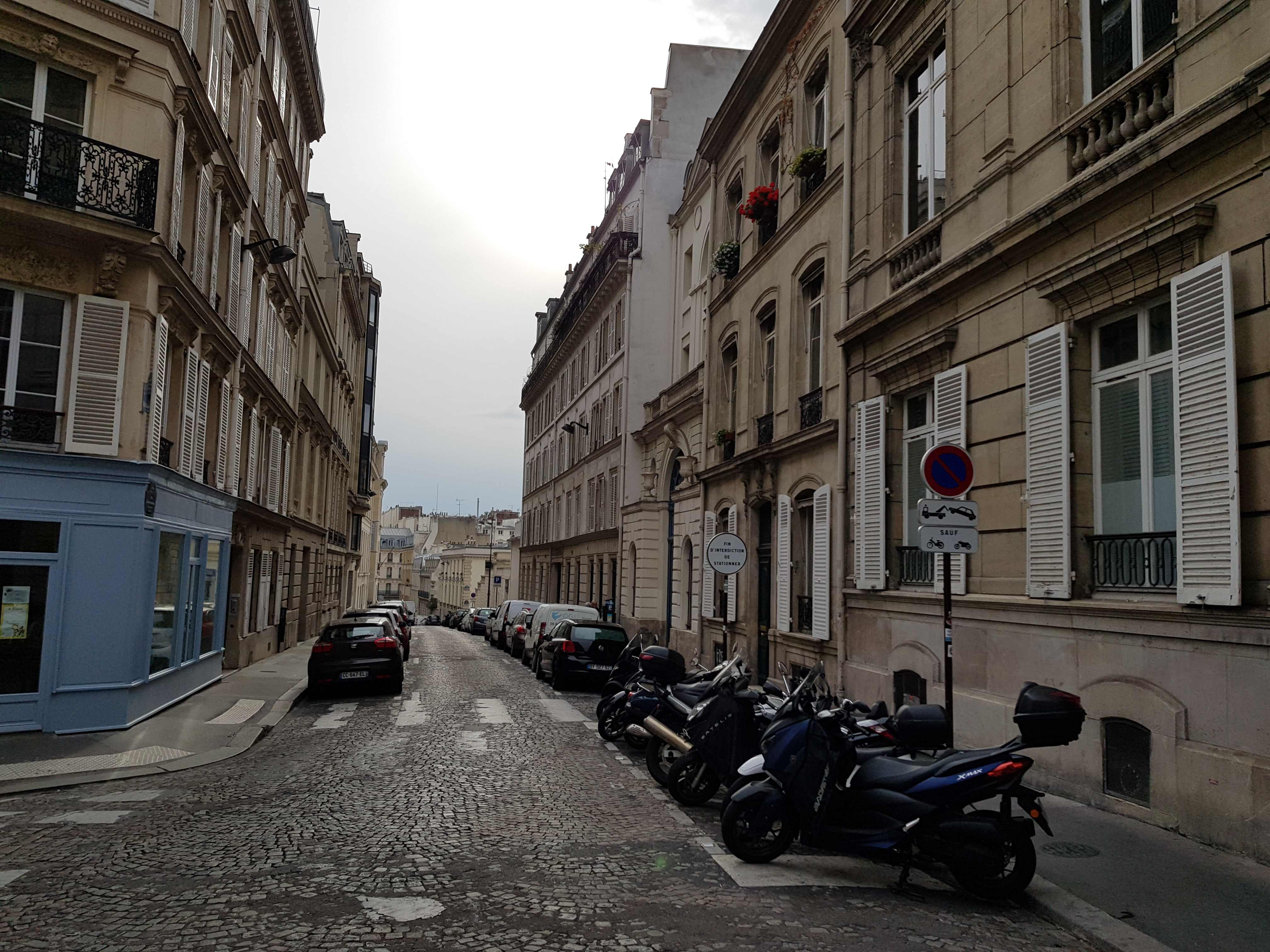
15 rue de La Rochefoucauld, au bout des bâtiments de droite, où la princesse Troubetzkoy, logeant à l'étage, donnait ses cours.

Dès l'âge de trois ans, Ethery Pagava aime danser sur les chansons que lui chante sa mère. Enfant prodige de la danse, elle est remarquée deux ans plus tard, lors d'un petit spectacle qu'a organisé le curé de Samoëns, par les pianistes de Lioubov Iegorova, qui eux aussi se trouvent là en vacances. Sur l'insistance de ceux ci, sa mère l'inscrit à l'école de cette ex étoile du Théâtre Mariinsky qui fut l'interprète préférée de Marius Petipa et a fui la Révolution soviétique. En dépit de son trop jeune âge, l'enfant est acceptée, gratuitement eu égard aux faibles ressources de sa famille, dans le cours mixte, qui réunit une quinzaine de jeunes adolescents, dont Claude Bessy, Maina Gielgud et Wilfride Piollet. C'est avec Pierre Lacotte qu'elle fait le chemin de l'école, rêvant avec lui aux étoiles. Elle participe, dans un tout petit rôle aux côtés de George Skibine et Youly Algaroff, au Ballet de la Jeunesse, qui est présenté salle Pleyel au maître de ballet de l'Opéra de Paris, Serge Lifar, pédagogue attentif aux enfants. Auprès de son intransigeant professeur, elle apprend, à travers une méthode propre et des exercices collectifs directement tirés des chorégraphies de Petipa, Ivanoff ou Fokine, la recherche d'intériorité par la musique, l’expressivité jusqu'au bout des doigts mais sans préciosité, l'esprit de prouesse, qui est le contraire de l'esprit de compétition, et l'illusion du naturel.
À onze ans, elle se voit attribuer un rôle de petit amour dans le second récital de Janine Charrat et Roland Petit, encore élève du Ballet de l'Opéra, qui à dix neuf ans, sur un Nocturne de Chopin, présentent le 15 avril 1943 eux aussi salle Pleyel, devant Jean Cocteau et tout le Paris de la danse sous occupation, un ambitieux travail chorégraphié par Serge Lifar, Marie Laurencin ayant dessiné les costumes.

### L'avant garde en héritage (1944-1951)
C'est à l’âge de douze ans en un théâtre Sarah Bernhardt sans chauffage que le 1er décembre 1944 Ethery Pagava commence sa carrière, dans une série de vendredis imaginée par Irène Lidova pour fêter, avec pour tout orchestre un piano, la fin du conservatisme vichyssois et promouvoir vingt jeunes talents. Paris est encore agité par une épuration sauvage et le théâtre se voit en cette l'occasion restituer son nom « juif » d'avant guerre. Parrainées par un Jean Cocteau garant de la perpétuation  des Ballets russes, les Soirées de la danse deviennent en mai 1945 les Ballets des Champs-Élysées. Le directeur artistique est Boris Kochno, fils spirituel de feu Diaghilev, qui reconnait son talent de danseuse déjà promise à un destin d'étoile. Avec Nina Vyroubova et Irène Skorik, elle est déjà la relève qui ne cessera désormais d'incarner la tradition du Théâtre Mariinsky. Le chef de ballet, Roland Petit, l'engage d’emblée comme soliste. C'est là, lors de la création de la pièce de théâtre dansée Le Rendez vous, dont la musique écrite par Joseph Kosma illustrera le film Les Portes de la nuit, qu'elle se lie au scénariste, qui est Jacques Prévert. Lors de la dernière reprise à Covent Garden de l'inventif Les Forains, le 24 ou 25 avril 1946, un partenaire ne la rattrape pas. Au baissé de rideau une annonce publique apprend à l'assistance royale que la ballerine au bras ballant, insensibilisée par l'enthousiasme, a terminé le spectacle malgré une fracture.
Cette expérience d'une année est interrompue par les obligations scolaires mais l'adolescente fait ses barres avec Tessa Beaumont chez Nora Kiss, qui est impitoyable avec sa meilleure élève. Au « Studio Wacker », elle reçoit aussi les leçons de Boris Kniaseff, qui lui enseigne à faire partir le mouvement des hanches, de Victor Gsovsky et de Madame Rousanne (Rousanne Sarkissian), la tante de Nora Kiss. C'est dans des circonstances exceptionnelles, alors qu'elle n'appartient pas au corps du Ballet national, qu'à l'âge de quinze ans, en 1947, elle se voit attribuer le titre d'étoile par Serge Lifar, qui, redevenu cette année-là maître de ballet de l'Opéra national, en dispose à discrétion.
Le maître la voit à Pleyel danser avec Maurice Béjart un pas de deux alors qu'il recherche un jeune talent pour soulager Yvette Chauviré dans les Nouveaux Ballets de Monte-Carlo qu'il vient de quitter à la suite de leur rachat par l'extravagant marquis de Cuevas. Enthousiasmé par une première représentation, celui ci lui propose aussitôt un contrat d'embauche. Ethery Pagava, comme beaucoup de jeunes filles de sa génération arrivées au terme de la  classe de troisième, achève alors sa scolarité mais la place qu'elle occupait aux Ballets des Champs-Élysées est prise par Leslie Caron. Après une saison à l'Alhambra, à Paris, c'est accompagné de sa mère, que, mineure, elle rejoint au début de l'année 1948 à Monaco les solistes Rosella Hightower, Marjorie Tallchief, Olga Adabache et André Eglevsky au sein de la compagnie princière, qui bénéficie d'un orchestre symphonique de quarante musiciens et prend trois ans plus tard le nom de Grand Ballet du Marquis de Cuevas.
Elle y danse les grands rôles du répertoire classique, Le Lac des cygnes, Les Sylphides, Giselle, ballet dans lequel elle remplace au pied levé Rosella Hightower blessée, Don Quichotte. Elle ne quitte pas pour autant l'aventure de l'avant garde que poursuivent de leurs côtés Roland Petit au Théâtre Marigny, avec les Ballets de Paris, et Janine Charrat, qu'elle retrouve pour une saison en octobre 1950, et crée les chorégraphies de Serge Lifar, George Balanchine, Léonide Massine, Bronislava Nijinska...  Elle découvre en tournée la Russie.  New York, Le Caire, Rio, Londres, Édimbourg, Barcelone, Madrid, Venise, Lisbonne, Moscou, Paris, la troupe est suivie de ville en ville par un richissime anonyme, admirateur de l'adolescente.

### La nouvelle danse internationale (1952-1968)
Après cinq années alternant répétitions usantes à Monaco et tournées inconfortables à travers le monde, Ethery Pagava retourne en 1952, à l'occasion de la reprise d'un Orfeo de Janine Charrat, auprès de celle ci, qui, en parallèle, prend pour une saison la direction de la troupe du nouveau Ballet du festival de Londres. L'année précédente, celle-ci fondait les Ballets Janine Charrat. Encore une fois sous l'impulsion d'Irène Lidova, la compagnie reprend en 1955 le nom de Ballet de France. Janine Charrat, Ethery Pagava et Milorad Miskovitch en sont les trois vedettes. Il ne se passe pas plus d'un an que ce dernier, suivi dans l'aventure par Ethery Pagava, fait sécession et fonde le Ballet de Paris, Irène Lidova en prenant la direction artistique.
Ethery Pagava vit alors une période d'incertitude morale et, lassée de trop d'exigences, renonce à se produire sur scène. Elle se tourne vers le théâtre, sans cesser ses exercices au Studio Wacker, 67 rue de Douai, où Olga Preobrajenska, tout en continuant de superviser les cours de Nina Ilitch, la fait travailler personnellement. Entrainée par Milko Šparemblek (en), un collègue des Ballets Janine Charrat, elle accepte toutefois en 1957 d'être la partenaire pour une tournée en Espagne de Vassili Sulich, qui deviendra danseur dans un petit établissement de Las Vegas, le Tropicana, avant de fonder le Ballet théâtre Nevada (en). Elle donne naissance en 1958 à son unique enfant, Tariel, qui fera carrière auprès de sa mère et deviendra scénographe. L'année suivante, elle réédite sa tournée avec Vassili Sulich et Milko Šparemblek (en) dans l'Espagne franquiste.
En mai 1960, elle participe au côté du Ballet du festival et de quelques autres vedettes au festival de danse classique de Rio. Elle y retrouve Léonide Massine et le suit dans son désir de faire revivre les Ballets russes à travers une nouvelle compagnie, le Ballet Europeo. Elle est invitée pour l'inauguration de celui ci en juillet au septième festival international de danse (it) de Nervi, Yvonne Meyer y créant Le Bal des voleurs et Milorad Miskovitch, Comedia umana, puis elle rejoint la première tournée internationale du Ballet du XXe siècle de Maurice Béjart, avec lequel elle retrouve la Scala.

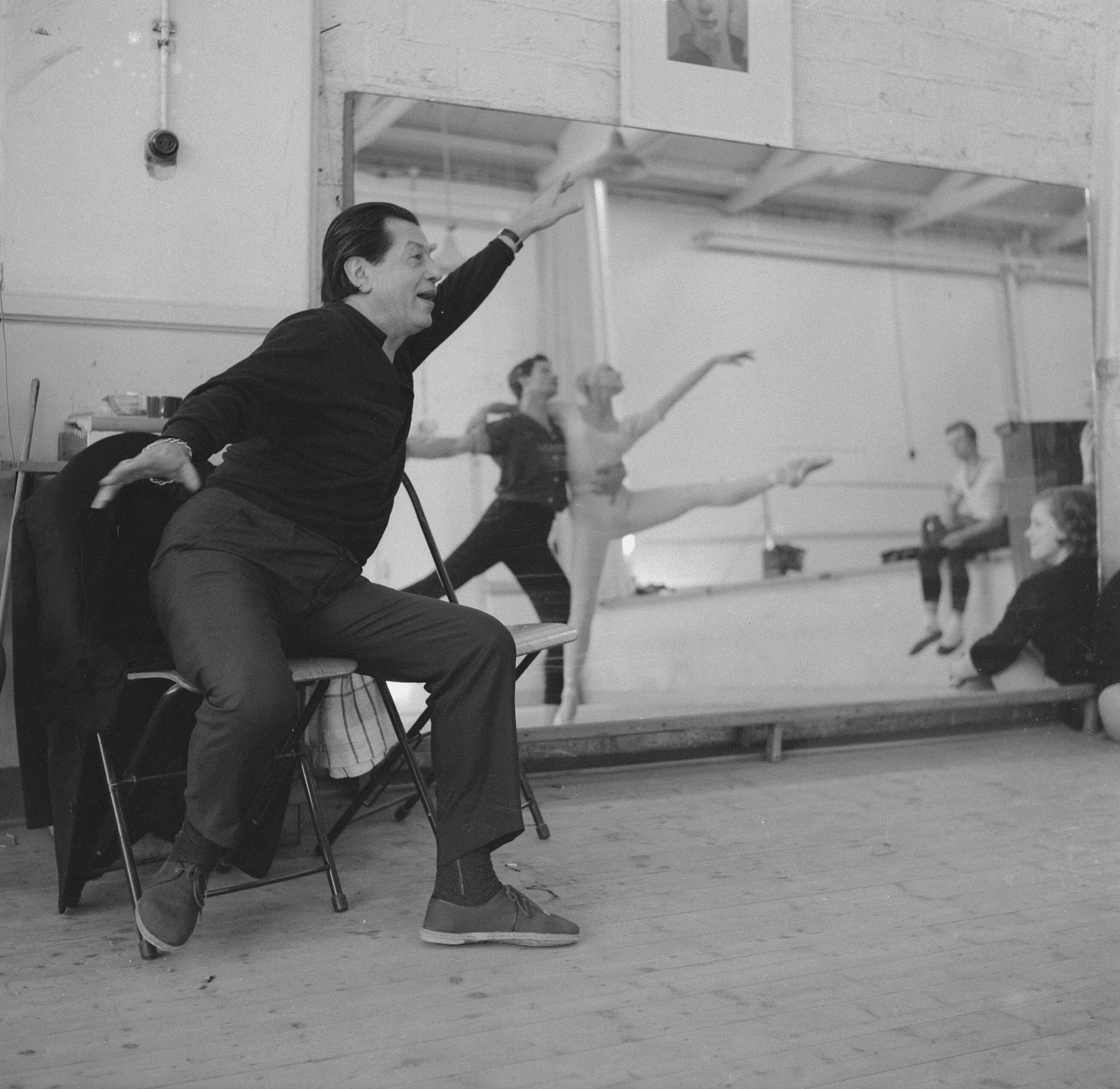
Serge Lifar dirigeant en 1961 les solistes du Nationale Ballet hollandais.

En 1961, elle intègre en tant que première ballerine le Nationale Ballet d'Amsterdam, qui vient d'être fondé par la réunion des deux principaux corps néerlandais. Soliste au côté de Richard Beaty, un danseur venu du Ballet Joffrey, elle y reste jusqu'en 1964. Dès lors quasi retraitée, elle retrouve régulièrement la quarantaine de ballerines qui font le Paris de la danse dans les cours du Studio Constant et les cafés voisins de la place Pigalle, Maryelle Krempff, Odette Sianina, Tessa Beaumont, Claude  Bessy, Claire  Motte, Ghislaine Thesmar...
En 1967, elle est invitée en Géorgie, où elle fait connaissance avec sa grand-mère et danse à l'opéra de Tbilissi Don Quichotte puis Giselle avec Vakhtang Tchaboukiani, précurseur de Rodolphe Noureïeff et Michel Barychnikoff déjà en fin de carrière. Pour avoir spontanément déclaré devant les journalistes de la télévision géorgienne souhaiter l'indépendance, elle manque de créer un incident diplomatique et se voit interdire le territoire de l'URSS jusqu'en 1991.

### Éveiller et transmettre (1969-2018)
En 1973, après quatre expériences réussies de chorégraphe, Ethery Pagava se voit proposer par le centre culturel de Malakoff de fonder une compagnie à vocation pédagogique, L'Animation-Danse, qui deviendra les Ballets Ethery-Pagava. Avec ceux-ci, elle présente des chorégraphies de son invention sur diverses scènes parisiennes, la Maison de Radio France, l’Espace Cardin, le Théâtre national de Chaillot, le Carré Silvia-Monfort, le Centre Beaubourg Georges Pompidou.
Dès 1974, Ethery Pagava est l’une des premières à mener auprès du jeune public une action de sensibilisation à la danse en installant à demeure son ballet au Jardin d'acclimatation et en y créant avec le chanteur compositeur Jacques Douai le Théâtre du Jardin pour l’Enfance et la Jeunesse. Dans le souci de s'adresser à des élèves issus de tous les milieux sociaux, elle et celui qui avait durant les douze années précédentes dirigé au Théâtre des Champs-Élysées le Ballet national de danses françaises avec son épouse Thérèse Palau, une chorégraphe née Vitali et décédée, y invitent des compagnies de grande renommée, l'Opéra de Pékin, l'Imedi de Tbilissi, Kalinka de Moscou. Les deux animateurs travaillent dans l'esprit de Marcel Landowski... En 1981, ils se marient. Au bout de vingt années, malgré un conflit avec le concessionnaire principal, LVMH, désireux sous l'impulsion de son nouveau patron Bernard Arnaud de construire le terrain, le refus décidé par Jean Tiberi de renouveler la subvention versée depuis 1982 annuellement par la mairie de Paris et un redressement judiciaire, le retrait opéré par Catherine Trautmann du soutien du Ministère de la culture, l'expérience aura bénéficié à quelque trois cent mil enfants, souvent avec un prolongement pédagogique en classe, mais se terminera, malgré l'engagement manifesté par Édouard Balladur quand il était premier ministre et une pétition réunissant sept mil signatures, en juin 2001 par un changement des serrures la veille d'une représentation.
Ethery Pagava est mandatée par l'Éducation nationale pour animer le programme de danse destiné à la formation artistique des enseignants, Iannis Xenakis ayant la charge de la musique, Georges Mathieu, de la peinture, François Reichenbach, du cinématographe et Raymond Devos, des arts de la scène. Elle s'oppose au standard de blondeur anorexique imposé depuis 1995 à l'Opéra par Brigitte Lefèvre, standard auquel ni elle ni même Nijinski n'ont correspondu, et préconise de favoriser le talent plutôt que l'apparence. 
Toujours prête à innover, elle se voit confier en 1990 un projet parrainé par Jean-Louis Barrault et géré par l'ADAC, association mandatée par la Mairie de Paris pour réaliser des évènements artistiques, qui l'engage dans des voies expérimentales, Théâtre, Musique, Danse dans la Ville. Il s'agit, lors de manifestations culturelles telles que les Fêtes du pont Neuf, d'aller au devant d'un public élargi, qui découvre peut-être pour la première fois la danse en direct, en produisant les Ballets Ethery Pagavasa sur des scènes érigées dans des lieux publics de la capitale, gares, jardins, quais.
La compagnie continue de présenter aux enfants de Paris et sa banlieue des chorégraphies originales tirées de la littérature classique dans le format qui était celui du  Théâtre du Jardin, une heure un quart comprenant une introduction, un ballet de quarante minutes, une séance de questions puis une invitation des jeunes spectateurs à un essai sur scène. En 2003, les Ballets Ethery Pagava deviennent, en hommage à Maurice Béjart, le Ballet théâtre de Paris, qui était le nom du Ballet du XXe siècle avant qu'il ne migre, en 1960, à Bruxelles, mais dans l'usage ils conservent le nom sous lequel ils sont connus.
Ethery Pagava est invitée régulièrement à participer à des festivals internationaux, à des jurys, à des spectacles de prestige. À l'automne 2010, elle prend la présidence de la nouvelle association Pour un musée de la danse. Le 23 juin 2011, elle clôt les cérémonies commémorant la dévolution de la résidence du gouvernement en exil à la Géorgie par un discours en géorgien évoquant son enfance passée à Leuville-sur-Orge auprès de son grand père.

## Parcours de  ballerine

### Enfant prodige (1943-1946)
Grâce à la dérogation accordée par le directeur de l'Opéra de Paris Jacques Rouché
- Avec Roland et Janine Charrat, Cupidon dans Symphonie printanière, Course au Soleil, Petits, Paul et Virginie, de Serge Lifar sur une musique originale d'Henri Sauguet, costumes de Marie Laurencin, salle Pleyel, 15 avril 1943[11].

Aux Soirées de la Danse d'Irène Lidova
- Avec Nina Vyroubova, le rossignol dans Le Rossignol et la rose de Roland Petit d'après Oscar Wilde sur une musique de Robert Schumann, Théâtre Sarah Bernhardt, décembre 1944[52].

Chorégraphie présentée par Roland Petit l'année précédente au concours d'entrée au Conservatoire national.
- la Rose au Théâtre des Champs-Élysées, 1945.
- Le petit frère dans le pas de deux Guernica de Janine Charrat et Roland Petit au Théâtre des Champs-Élysées, 2 mars 1945.

Ballet conçu durant la guerre avec Pablo Picasso à la suite de la performance réalisée par les trois danseurs le 15 avril 1943.
Avec les Ballets des Champs-Élysées de Roland Petit
- Petite fille à la chaise[54] dans les Forains d'Olga Preobrajenska sur une musique originale d'Henri Sauguet, décor et costumes de Christian Bérard, 2 février 1945,

remplacée lors de la reprise à Londres à la suite d'un accident sur scène.
- Avec Jean Babilée, Le Déjeuner sur l'herbe d'Irène Lidova sur une musique de Joseph Lanner, décors de Marie Laurencin, 14 octobre 1945[55].
- Les Enfants qui s'aiment, de Jacques Prévert sur une musique originale de Joseph Kosma chanté par Fabien Loris, 1946.
- Ganymède dans Les amours de Jupiter de Roland Petit d'après Ovide sur une musique originale de Jacques Ibert, costumes et décor de Jean Hugo, 5 mars 1946[56].

Récitals Janine Charrat
- Avec Janine Charrat, La Licorne de Janine Charrat à l'Opéra de Paris.
- Avec Janine Charrat et Jean Guélis, pas de trois de Serge Lifar sur la symphonie de César Franck, salle Pleyel, décembre 1946[57].

### Étoile (1947-1954)

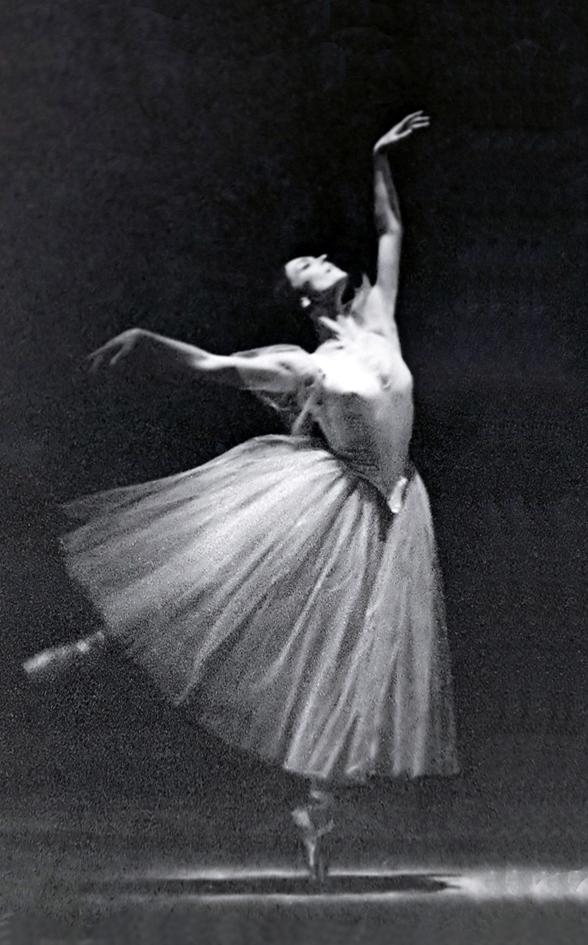
Arabesque exposée par Ethery Pagava dans Giselle.

En tournées avec le Grand ballet de Monte Carlo
- Suite en blanc[58] de Serge Lifar sur une musique d'Édouard Lalo, Paris, printemps 1947[8].
- Juliette avec alternativement Raymond Franchetti, Pierre Auburtin, Jean Fananas et Roland Cazenave dans Roméo et Juliette de Serge Lifar, Théâtre de l’Alhambra, automne 1947.

Nombreuses reprises avec George Skibine, Youly Algaroff, Milorad Miskovitch...
- Avec George Skibine, Tragédie à Vérone de George Skibine, 1948.
- Avec Léonide Massine et Rosella Hightower, Les Chaussons rouges de Léonide Massine tiré d'Hans Christian Andersen, 1948[60].
- Avec David Lichine, Cœur de glace de David Lichine.
- La Fille mal gardée de Jean Dauberval chorégraphiée par Alexandra Balachova selon Alexandre Gorski.
- Avec Léonide Massine, Le Beau Danube bleu, reprise du ballet de 1933[61].
- Avec Milorad Miskovitch, Les Fâcheux de Bronislava Nijinska sur une musique de Georges Auric.
- Avec André Eglevsky, Tristan fou de Léonide Massine sur une musique de Wagner, argument et décors de Salvador Dalí, Théâtre de Monte Carlo, 9 avril 1949[62].
- Avec Rosella Hightower, Concerto Barocco de George Balanchine sur une musique de Bach, mai 1949.
- Avec Rosella Hightower, Anna Chesolka et Yvonne Monson, Grand pas à quatre (en) sur une musique de Cesare Pugni, Paris, 18 octobre 1949, Théâtre de Sa Majesté, Londres, 16 mai 1950.

En vedette invitée
- La Poésie dans Mélos de Mélos d'Irène Lidova chorégraphiés par Aurél Milloss sur une musique de Leo Preger, argument de Marie-Laure de Noailles, Biarritz, 25 août 1951[63].
- Avec Milorad Miskovitch, Orfeo de Janine Charrat, argument de Roberto Lupi (it) d’après Les Géorgiques, décors et costumes de Leonor Fini, Grand théâtre La Fenice, 19 & 20 septembre 1951.
- L'Atlantide de Serge Lifar, variation pour une unique danseuse d'une précédente Antinéa de George Skibine intégrée à un opéra adapté du roman de Pierre Benoit par Francis Didelot sur une musique d'Henri Tomasi, baryton Jacques Doucet, 1951[1],

soixante représentations, celle du 4 septembre 1955 à l'Opéra de Vichy étant diffusée par la RTF avant que Ludmila Tcherina puis, en 1959, Claire Motte ne reprennent le rôle.
- Swanilda dans Coppélia à la Scala, 25 mars 1952[67].
- Avec George Skibine, La Somnambule de Balanchine au Théâtre des Champs-Élysées, 4 octobre 1953.

Vingt rappels à Covent Garden
- Constantia de Wiliam Dollar (en) sur le premier concerto de Chopin.

Avec le Ballet Janine Charrat
- Orfeo de Janine Charrat au Théâtre de l'Empire, février 1952.
- Don Quichotte de Léon Minkus, 1952.

Avec le Ballet de l'Étoile de Maurice Béjart
- Chaussons rouges sur une musique de Berlioz, juillet 1954.

## Œuvre chorégraphique

### Nouvelle danse française
- La Légende des sirènes sur une musique de Franz Liszt, 1954.
- Facettes sur une musique de Pierre Schaeffer, 1969.
- la Nuit, Ballet de l’Opéra de Paris au Théâtre des Champs-Élysées sur une musique de Vivaldi, 1970.
- Étude aux objets sur une musique de Pierre Schaeffer, 1971[69].
- Parole, Het Nationale Ballet sur une musique de Christophe Penderetsky, 1972.
- Jocaste de René Ehni sur une musique de Charles Ravier au Théâtre national de Chaillot, 9 avril 1975.
- Zarathoustra d'André Cazalas, ballet du Théâtre national de Chaillot sur une musique de Claire Schapira, Chateauvallon, 2 août 1975[70].

### Ballets commémoratifs
- Miro, Ballets Ethery-Pagava au Musée d'Art moderne de la ville de Paris, 1977,

pour le quatre vingt quatrième anniversaire de Joan Miró.
- Hommage à Jacques Douai sur des musiques J. Douai, au Théâtre 13, 17 mars 2014,

pour le dixième anniversaire de la mort de son mari.
- L’élan vers la liberté, Ballets Ethery-Pagava au Centre de Russie pour la science et la culture à Paris, 30 novembre 2018[71],

pour le bicentenaire de la naissance d’Ivan Tourguénieff.

### À partir de cinq ans par les Ballets Ethery Pagava
- Le voyage imaginaire, Carré Silvia Monfort, 9 mai 1978.
- Les aventures de Pull, Carré Silvia Monfort, 9 mai 1978.
- Danie Marty, Hourra! Maman j'ai peur ...! d'après les Contes de Grimm sur une musique de Jean-Pierre Remy, Théâtre du Jardin, 5 mai 1986[72].
- Août 1789.
- La Légende de Mélusine, 1992.
- Voyage au-delà du temps, Théâtre du Jardin, du 16 mars au 9 avril 1993.
- La Poursuite, Théâtre du Jardin, du 27 avril au 21 mai 1993.
- Le portrait de Sissi.
- Danser Prévert.
- Rêve de D'Artagnan, Théâtre du Jardin, 16 & 23 mai 2001.

Passes d'arme réglées par Robert Heddle-Roboth.
- Les Chevaliers de la Table ronde sur des musiques de Jean Sibelius, Gustave Mahler  et Jacques Douai, Espace Paris Plaine[73], du 10 au 22 janvier 2006[74].
- La Reine des neiges sur des musiques de Gustave Mahler et de Jean Sibelius, décembre 2009.
- La Légende du Roi Arthur, Espace Paris Plaine, du 14 janvier au 4 février 2012.
- La Belle et la Bête sur une musique de Ravel, Espace Paris Plaine, du 20 mars 2014 au 13 avril 2014.
- Les Contes des mille et une nuits, sur une musique de Nikolaï Rimski-Korsakov, décembre 2014.

### Documents pédagogiques
- André Guichot, « La souplesse », in I. Lidova & al., in Rester jeune, n° 67 "Le secret de la ligne par la danse, 6 leçons par 6 étoiles.", Paris, 1949,

poses d'Ethery Pagava photographiées par Serge Lido.
- H. Alekan, mus. O. Cole, La petite danseuse de 14 ans [sic] d'Edgar Degas, Musée d'Orsay, Paris, 1986, 6 mm. PAL.
- Hommage à Milorad Miskovitch, Mairie, Saint Mandé, 25-29 avril 2016, exposition.

### Cours magistraux
- J. Charrat, « Inspiration et technique », Troisième compétition internationale de chorégraphie, Copenhague, 1947.

Sous la présidence de Rolf de Maré, l'exposé est illustré par Ethery Pagava et Youly Algaroff.
- « Journées passion », Festival Les étés de la danse de Paris, Hôtel de Rohan, du 5 au 23 juillet 2005.
- Cours magistral aux professeurs des conservatoires de Paris, Conservatoire Charles Munch, Paris XIe, 3 et 10 mars 2011.
- Cours magistral aux danseuses classique de niveau élevé, La Roulotte à vapeur, Paris XXe, 10 au 16 juillet 2011.
- Variation du répertoire classique : "Giselle", "Bayadère", "Suite en blanc"., Micadanses, Paris, 30 octobre 2011.
- Avec Y. Cartier, « Le style, terrain de jeu de l'imaginaire. », Micadanses, Paris, 19 novembre 2011.
- Avec P. Lacotte, Micadanses, 13 octobre 2012[76],

Dans le cadre d'une exposition organisée du 25 septembre au 27 octobre 2012 par l'ambassade de Géorgie et consacrée à Ethery Pagava.

## Portraits
- Brassaï[78], photographies à la ville[79] et au studio, en végétal ensorcellant[80], Megève, été 1945.

Brassaï est avec Picasso l'un des deux décorateurs du spectacle Le Rendez vous, qui est créé le 15 juin 1945. Ethery Pagova n'en est pas mais elle pose à la demande du photographe.
- Thérèse Le Prat, Ethery Pagava, [s.l.], [s.d.], argentique noir et blanc sur papier baryté, 40x30 cm[81].
- Kostia Terechkovitch, Les Forains[54], février ou mars 1946.
- Marie Laurencin, Entête du programme du Ballet de Monte Carlo, 1949.
- Tony Stubbings, Ethery Pagava au Festival d’Édimbourg, 1950, dessin en couleur.
- Léonor Fini, Eurydice, 1951[82].
- Lado Gudiasvili, Jeune femme aux fleurs, 1966, aquarelle, 30 x 21 cm.

Ethery Pagava apparait en outre brièvement, à propos de méthode éducative, dans un film diffusé sur TV5 en 2003 et portraiturant Mireille Jospin en sage femme à la retraite militant pour la contraception, le planning familial, l'abolition des mutilations sexuelles et le droit de mourir dans la dignité.